# Miracle Valley, Arizona
Miracle Valley je naseljeno područje za statističke svrhe u američkoj saveznoj državi Arizona. Prema popisu stanovništva iz 2010. u njemu je živjelo 644 stanovnika.